# Вилхелм II фон Ламберг
Вилхелм II фон Ламберг (на немски: Wilhelm II von Lamberg; † 1397 – 1414) е австрийски благородник от благородническата фамилия Ламберг от Каринтия и Крайна, която има собствености в Горна Австрия (Щирия).

## Биография
Син е на Вилхелм I фон Ламберг († 1336) и съпругата му Юта. Внук е на Беренгар фон Ламберг († сл. 1322) и потомък на Волрат II Ламбергер († 1214).
През 15 век синовете му Балтазар, Георг и Якоб разделят наследството на три линии. През 1544 г. фамилията му е издигната на фрайхер, 1667 г. на имперски граф и 1702 г. като ландграфове на Лойхтенберг на имперски княз. Линията на имперските графове отива през 1797 г. в баварската линия на фамилията, която изчезва през 1862 г.
Дядо е на Сигизмунд фон Ламберг († 1488), първият епископ на Лайбах/Любляна (1463 – 1488), и прадядо на Кристоф фон Ламберг(† 1579), епископ на Зекау (1541 – 1546), и на Карл фон Ламберг († 1612), архиепископ на Прага (1607 – 1612).

## Фамилия
Вилхелм II фон Ламберг се жени за Димут фон Подвайн (Пьотвайн/Повайн), дъщеря на Николаус фон Пьотвайн. Те имат пет деца:
- Якоб фон Ламберг-Ротенбюл († ок. 1433), господар на Ламберг-Ротенбюл, женен за Магдалена фон Грайсенек/Грайфенек
- Дитмунд/Димут фон Ламберг († 1425), маршал
- Балтазар фон Ламберг († пр. 1426), господар на Ламберг-Ортенег, женен 1396 г. за Маргарета Апфалтерн († 1436)
- Катарина фон Ламберг, омъжена за Николаус Щайнер
- Георг I фон Ламберг-Крайн († ок. 1438), женен за Катарина, родители на Сигизмунд фон Ламберг († 1488), първият епископ на Лайбах/Любляна (1463 – 1488)

## Галерия
- Герб на фон Ламберг
- Дворецът Ламберг в Щайр